# Phytomastax salebrosa
Phytomastax salebrosa är en insektsart som beskrevs av Stolyarov 1969. Phytomastax salebrosa ingår i släktet Phytomastax och familjen Eumastacidae. Inga underarter finns listade i Catalogue of Life.